# Oumar Bagayoko
Oumar Bagayoko (ur. 19 września 1975) – malijski piłkarz występujący na pozycji napastnika. Były reprezentant reprezentacji Mali.

## Życiorys

### Kariera klubowa
Karierę piłkarską rozpoczął w malijskim klubie Djoliba Athletic Club (1992–1994). W 1994 występował w austriackim klubie Austria Wiedeń. Następnie był zawodnikiem kuwejckiego Khaitan SC (1999–2000), oraz greckich klubów: Athinaikos AS (2002–2003), Fostiras FC (2003), Poseidon Nuon Perron (2004), AO Trasiwulos Filis (2004–2005), Lilas FC (2005–2006), Agios Dimitrios FC (2006–2007) i Aris Petroupolis (2008).

### Kariera reprezentacyjna
W reprezentacji Mali zadebiutował 24 stycznia 1999 (Pointe-Noire, Kongo) podczas kwalifikacji do Pucharu Narodów Afryki 2000 w zremisowanym 0:0 meczu przeciwko reprezentacji Konga.
9 kwietnia 2000 zagrał na stadionie 11 Czerwca (Trypolis, Libia) podczas eliminacji do Mistrzostw Świata w Piłce Nożnej 2002 w przegranym 0:3 meczu przeciwko reprezentacji Libii.